# Orsolobus singularis
Orsolobus singularis és una espècie d'aranyes araneomorfes de la família dels orsolòbids (Orsolobidae). Fou descrit per primera vegada l'any 1849 per Nicolet. És endèmica de Xile.